# Attentat de Reyhanlı
L’attentat de Reyhanlı est un double attentat à la voiture piégée qui a eu lieu le samedi 11 mai 2013,  à Reyhanlı dans la province de Hatay, ville proche de la frontière syrienne.

## Bilan
Les explosions ont tué 51 personnes dans la ville et on dénombre 155 blessés et des dégâts ayant touché 735 commerces, 62 véhicules, 8 bâtiments publics et 120 appartements.

## Cause
Neuf suspects de nationalité turque sont arrêtés. Le premier ministre turc Recep Tayyip Erdoğan accuse les services secrets syriens d'être à l'origine de cet attentat, ce que le gouvernement syrien dément,.

## Arrestation
Le lundi 10 juin[Quand ?], vers 23 h la police turque arrête le turc Nasir Eskiocak, considéré comme l'organisateur du double attentat à la bombe. L'homme se trouvait dans la ville frontalière de Yayladağı, dans la province de Hatay, lorsqu'il est appréhendé avec trois complices au cours d'une opération menée conjointement par la police et les forces de sécurité turques. Il est condamné, en mai 2019, comme huit de ses coaccusés, à une peine incompressible de prison à vie.

## Répercussions
Le jour même de l'attaque, comme après chaque attentat, le Conseil supérieur de l’audiovisuel turc (RTÜK) censure les médias.

## Autres
Le 6 juillet 2019, l’explosion d’un véhicule à Reyhanli a tué ses 3 passagers originaire de Syrie.
Selon Recep Tayyip Erdogan, « Les premiers éléments laissent penser qu'il s'agit sans doute d'un acte terroriste » et « Il est clair qu'il y avait une bombe dans la voiture ».